# Botezul focului
Botezul focului (în poloneză Chrzest ognia) este al treilea roman din seria Vrăjitorul (Vânătorul) de Andrzej Sapkowski. A apărut prima dată în 1996 la editura poloneză SuperNOWA.
Este o continuare a romanului Vremea disprețului și este urmat de Turnul rândunicii.

## Context
Amplasat într-o lume medievală pe o suprafață cunoscută sub numele de Continentul, seria se învârte în jurul „vrăjitorului”  Geralt din Rivia, vrăjitoarei Yennefer din Vengerberg și prințesei Ciri. „Vrăjitorii” sunt vânători de fiare care dezvoltă abilități supranaturale la o vârstă fragedă pentru a lupta cu fiarele și monștrii sălbatici.